# Jean-Pierre Jouannaud
Jean-Pierre Jouannaud (né le 21 mai 1947) est professeur émérite de l'université Paris 11. Il est un chercheur français en informatique, et a joué un rôle pionnier dans la théorie de la réécriture.